# Corredo della dama di Chiunsano
Il 2 settembre 1991, nella campagna di scavi condotta da Hermann Büsing dell'Università della Ruhr a Bochum, presso il territorio rivierasco del Po tra Gaiba e Ficarolo è stato ritrovato, deposto sulla massicciata romana, lo scheletro intatto di una donna rannicchiata risalente all'epoca delle invasioni barbariche e databile intorno al 500 d.C.. Il corredo funerario, composto da ricchi gioielli d'argento, anche dorato, è noto con il nome di Corredo della Dama di Chiusano, poiché il sito si trova esattamente nella località di Chiusano.

La "Dama di Chiunsano" era un'ostrogota, i cui gioielli furono in parte apprestati ancor prima della sua migrazione verso l'Italia. Di sepolture femminili come questa ne sono state finora rinvenute meno di cinquanta (gli uomini venivano invece deposti senza corredo e sono riconoscibili come ostrogoti solo per la vicinanza con tombe femminili).

## Descrizione del corredo
Il ricco corredo funerario è composto da uno spillone, un bracciale aperto, due fibule da veste e una fibbia da cintura con almandini, tutti in argento anche con parti dorate. Sono state così catalogate:
a) spillone, definito anche ago crinale, realizzato in argento con una testa a sezione quadrata dorata. Era posto a destra del capo della dama. Produzione tedesca tra il V e VI secolo.
b) l'armilla a tamponi realizzata in argento in fusione massiccia con trattamento di superficie liscio, era posta verso l'avambraccio della dama.
c) la fibula a staffa è realizzata in argento con parziale doratura, testa semicircolare con tre bottoni applicati, staffa romboidale centrale decorata da spirali ad intaglio e maschera zoomorfa. La bordura e costolatura mediana sono decorate da triangoli con tecnica a niello, trovato tra i piedi della dama.
d) l'anello digitale è realizzato in argento con quattro almandini (granati) con taglio a "cabochon", posti agli angoli di una placchetta di vetro color granato a forma di losanga. L'anello è stato trovato nella mano sinistra della dama.
e) la fibbia di cintura è realizzata in argento con parti dorate e nove granati almandini a taglio "cabochon". È composta da una placca quadrata che fa da cornice, decorata da linee ondulate scavate con agli angoli i quattro granati. Nella lamina d'argento sottostante, invece, sono incastonati gli altri quattro granati con al centro uno a forma di goccia. L'anello della fibbia è massiccio, mentre l'ardiglione è cavo e presenta orecchie laterali come decorazioni. La fibbia è stata ritrovata accanto al ginocchio sinistro della dama.
Fanno parte del corredo anche due anelli in bronzo e una grande perla in pasta vitrea a sfondo blu.
Tutta la produzione è stata individuata come di origine danubiana/italica, databile dalla fine del V al VI secolo.
Il corredo è esposto presso le strutture museali del Museo dei grandi fiumi di Rovigo.

## Motivi di interesse
Il ritrovamento presenta due grandi motivi di interesse. Il primo consiste nella possibilità che offre il ricco corredo della tomba di studiare il rapporto tra età e relazioni di potere all'interno della comunità ostrogota, in quanto quantità e qualità dei corredi funebri variavano a seconda del sesso e dell'età degli inumati, fornendo un prezioso indice della loro posizione sociale. Il fatto che la dama di Chiusano sia stata sepolta con un ricco corredo, ad un'età compresa tra i cinquanta e sessanta anni, dimostra l'elevato rango di questa donna. Il secondo aspetto riguarda il persistente utilizzo di strutture romane da parte degli occupanti del sito, che richiama una sorta di "diritto alla terra" ottenuto dalla continuità di occupazione di vecchi complessi romani da parte delle comunità barbare.

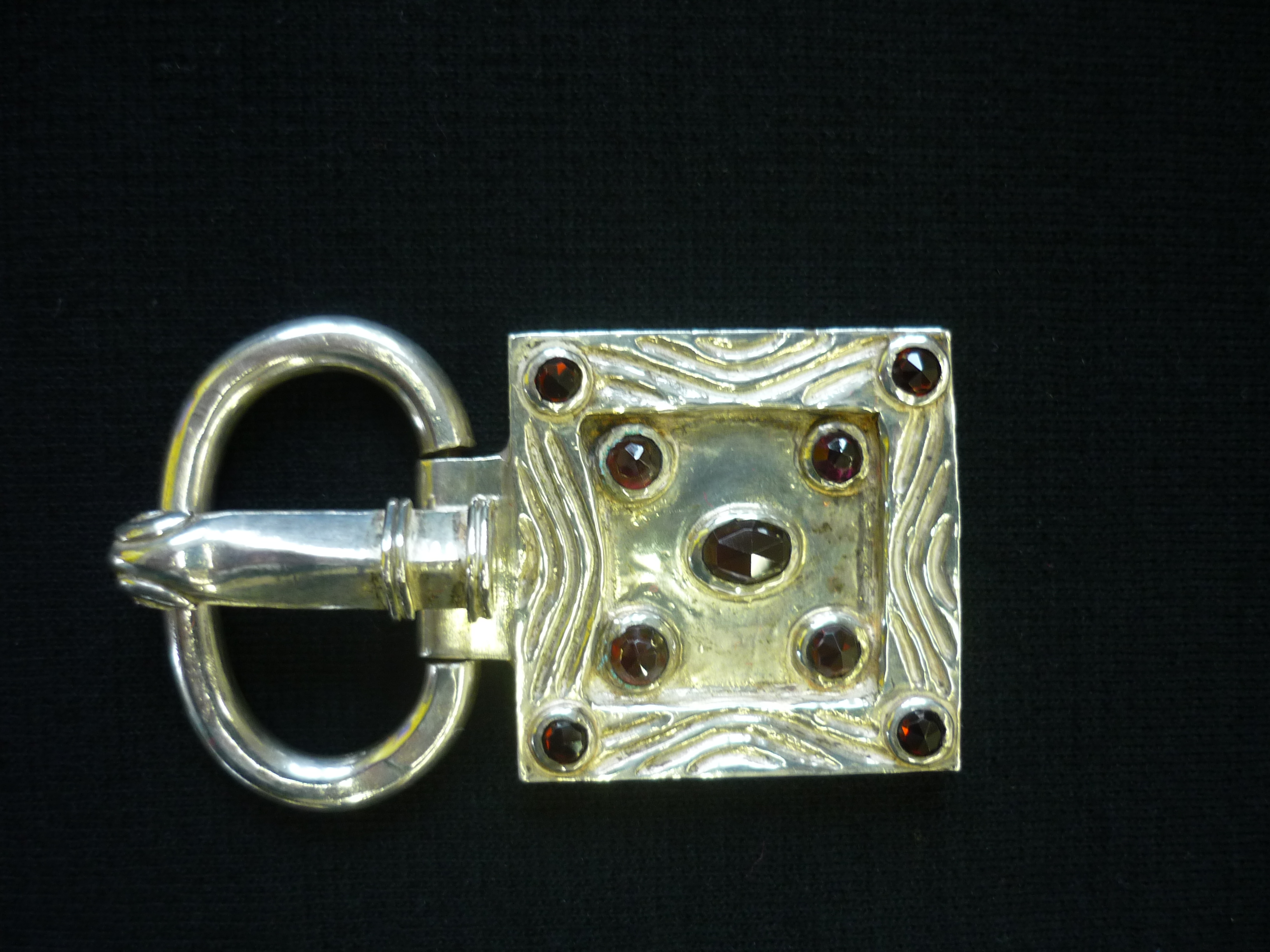
Reinterpretazione della fibbia.

## Mostre
In occasione della mostra "Romani in viaggio", tenutasi a Bochum (Germania) dal novembre 2003 al febbraio 2004 e curata dal direttore degli scavi di Chiunsano, Herman Büsing dell'Istituto Archeologia della Università della Ruhr a Bochum, è stata esposta la riproduzione rivisitata del corredo della Dama di Chiunsano, realizzata dall'Istituto Statale d'Arte di Castelmassa (RO) nell'indirizzo di Arte e Restauro dei Metalli, nello specifico dalla classe IV seguita da docenti Salvatore Pititto e Miranda Vallini in collaborazione del Museo dei grandi fiumi di Rovigo.
Il percorso di rielaborazione del corredo, parte da un'accurata rilettura del manufatto originale e procede verso una scrupolosa reinterpretazione dello stesso con tecniche di lavorazione moderne, ma capaci di restituire i valori stilistici dei reperti originali. La fattibilità e l'autorizzazione alla reinterpretazione del corredo è stata concessa dalla Sovrintendenza Archeologica di competenza.